# Embrach
Embrach är en ort och kommun i distriktet Bülach i kantonen Zürich, Schweiz. Kommunen har 10 308 invånare (2023).